# Alana Cook
Alana Simone Cook (født 11. april 1997) er en kvindelig amerikansk fodboldspiller, der spiller forsvar for OL Reign i National Women's Soccer League og USA's kvindefodboldlandshold, siden 2019.
Cook fik officielt debut på det amerikanske A-landshold d. 7. november 2019, i en venskabskamp mod Sverige.

## Karriere

### Paris Saint-Germain
I januar 2019, valgte Cook at stoppe på Stanford University og kunne nu begynde hendes seniorkarriere.. Hun valgte i stedet at forfølge muligheder i Europa, ved at underskrive en tre-årig aftale med det franske Division 1 Féminine-klub Paris Saint-Germain.

### OL Reign (leje)
Den 16. juni 2020, skiftede Cook, på en lejeaftale, til den amerikanske NWSL-klub OL Reign.